# Morgane Ribout

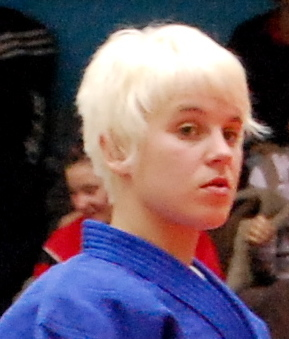
Morgane Ribout (2009)

Morgane Ribout (* 11. Januar 1988 in Lille) ist eine ehemalige französische Judoka. Sie gewann den Weltmeistertitel 2009 und war im gleichen Jahr Dritte der Europameisterschaften.

## Sportliche Karriere
Morgane Ribout kämpfte bis 2011 im Leichtgewicht, der Gewichtsklasse bis 57 Kilogramm. 2007 gewann sie eine Bronzemedaille bei den U23-Europameisterschaften. 
Anfang 2009 erreichte Ribout das Finale beim Grand-Slam-Turnier in Paris und unterlag der Griechin Ioulieta Boukouvala. Bei den Europameisterschaften in Tiflis unterlag sie im Viertelfinale der Portugiesin Telma Monteiro. Nach einem Sieg in der Hoffnungsrunde über Sabrina Filzmoser aus Österreich gewann sie den Kampf um eine Bronzemedaille gegen Ioulieta Boukouvala. Vier Monate später fanden in Rotterdam die Weltmeisterschaften 2009 statt. Ribout bezwang in ihrem Auftaktkampf die Olympiazweite von 2008 Deborah Gravenstijn aus den Niederlanden. Im Achtelfinale gewann sie gegen die Kubanerin Yurisleidy Lupetey und im Viertelfinale gegen die Taiwanerin Lien Chen-ling. Nach ihrem Halbfinalsieg über die Japanerin Kaori Matsumoto bezwang Ribout im Finale die Europameisterin Telma Monteiro und erhielt die Goldmedaille.
Ende 2009 erreichte Ribout den dritten Platz beim Grand-Slam-Turnier in Tokio. Anfang 2010 erreichte sie wie im Vorjahr das Finale beim Grand Slam in Paris, diesmal unterlag sie gegen Kaori Matsumoto. Bei den Europameisterschaften 2010 schied sie im Achtelfinale gegen Juul Franssen aus den Niederlanden aus. 2011 gewann sie (in der Gewichtsklasse bis 63 Kilogramm) eine Bronzemedaille bei den Polizei-Europameisterschaften. Ebenfalls Dritte wurde sie im Juni 2011 beim Grand-Slam-Turnier in Rio de Janeiro. Im August 2011 schied Ribout bei den Weltmeisterschaften 2011 in ihrem Auftaktkampf gegen die Britin Gemma Howell aus.
2012 wechselte sie endgültig ins Halbmittelgewicht, die Gewichtsklasse bis 63 Kilogramm. 2013 erreichte sie in dieser Gewichtsklasse zum einzigen Mal das Finale bei den französischen Meisterschaften und unterlag Anne-Laure Bellard.